# Juan de Zúñiga Avellaneda y Velasco
Juan de Zúñiga Avellaneda et Velasco (né en 1488, mort à Madrid le 27 juin 1546) est un noble castillan, conseiller de Charles Quint et précepteur de son fils Philippe II, membre de la Maison de Zúñiga.

## Filiation
Héritier de prestigieuses familles espagnoles, c'est le fils cadet de Pedro de Zúñiga y Avellaneda et de son épouse Catherine de Velasco y Mendoza.

## Au service de l'empereur Charles Quint
Juan reçoit en 1506 la tonsure ecclésiastique. Avec son frère Iñigo, qui sera ensuite évêque de Burgos puis cardinal, ils font partie des premiers à se mettre au service du duc de Bourgogne, le futur empereur Charles Quint, à la mort de Philippe Ier le Beau, comte de Bourgogne et époux de la reine d'Espagne Jeanne la Folle en 1506. Juan est nommé camerlingue du prince par décret de l'empereur Maximilien Ier le 8 juillet 1511. Il fait partie de sa cour à Bruxelles en 1517.
En 1518, il intègre l'Ordre de Santiago et est nommé régisseur perpétuel de Valladolid. 
En 1519, Charles Quint séjourne trois mois au palais des Requenséns à Barcelone : c'est là que Juan rencontre Estefania de Requenséns, dont il tombe amoureux et qu'il épousera en 1526. En 1522 à Gand, Juan est nommé capitaine des cavaliers, puis en 1524 à Bruges capitaine de la garde royale et des hallebardiers.

### Grand majordome de l'Empereur Charles Quint
Charles Quint lui accorde toute sa confiance et l'envoie en 1524 comme ambassadeur à la cour de Lisbonne, pour le renseigner sur les comuneros de Castille réfugiés au Portugal. Il négocie le mariage de l'empereur avec la princesse Isabelle de Portugal, fille du roi Manuel Ier : le contrat est signé à Valladolid le 17 octobre 1525 et le mariage est célébré par procuration le 1er novembre au palais royal d'Almeirim au Portugal.
Il accompagne Charles Quint à Bologne, où il est couronné Empereur du Saint-Empire romain germanique par le pape Clément VII le 24 février 1530. Juan de Zúñiga est nommé le 2 mars 1532 grand commandeur de Castille de l'Ordre de Santiago.
Le 22 avril 1533, Juan revient avec l'empereur Charles Quint en Espagne et est ordonné à la Cour de Madrid, où il demeurera de 1534 à sa mort. Il habite avec sa famille dans le palais de l'empereur et il accompagne l'impératrice Isabelle pendant les absences de l'empereur. Son fils Luis, qui a un an de moins que le prince Philippe, devient son meilleur ami.

### Précepteur du prince Philippe
Charles Quint le nomme en 1535 précepteur du prince, le futur roi Philippe II, “pour qu'il l'instruise en bons et louables habitudes et le représente pendant son absence", ainsi que pour monter à cheval et chasser. Avant de partir à Tunis, l'empereur réunit le 2 mars 1535 toutes les personnes chargées du service de son fils Philippe et leur demande d'obéir à Juan de Zúñiga aussi bien qu'à lui. Un bâtiment adjoint au palais royal, la "Maison du prince", est construit en 1535 : Juan et son épouse Estefanía s'y installent. L'empereur désigne pour éduquer le prince Juan Martínez Silíceo, maître de grammaire, latin et mathématiques, chapelain et confesseur du prince, ainsi que les maîtres Honorato Juan, Juan Ginés de Sepúlveda, Bernabé du Busto, Arteaga et Juan Calvete d'Étoile.
L'impératrice Isabelle lui transmet le 2 septembre 1536 un ordre de l'empereur le nommant membre du Conseil d'État. Charles Quint, Juan de Zúñiga et leurs familles passent ensemble les fêtes de Noël 1536 à Tordesillas dans le palais de la reine-mère Jeanne la Folle.

### Co-régent d'Espagne, Président du Conseil du Prince
L'empereur le confirme en 1539 dans sa charge de Grand majordome du prince Philippe, année où la Cour de déplace à Valladolid. L'impératrice Isabelle meurt en couches le 1er mai 1539 à Tolède, et Estefanía devient comme une seconde mère pour le prince Felipe. Leur fils Juan naît à Valladolid cette même année.
L'empereur voyage aux Pays-Bas, où une révolte éclate en novembre 1539 et décide d'établir une régence dans ses États d'Espagne. Pour la régence de Castille, siège du pouvoir, il nomme président Juan Távara, archevêque de Tolède. Les autres membres sont Juan de Zúñiga, grand commandeur de Castille, précepteur et Grand majordome du prince Philippe, García Fernández Manrique, comte d'Osorno et Francisco de Cobos, commandeur de León. La cour revient à Madrid en 1540.
En mai 1540, l'empereur nomme Juan de Zúñiga président du Conseil du Prince Philippe et ordonne à son fils de respecter les conseils que Juan de Zúñiga lui donne : Juan doit être “sa montre et son réveil”. Il ordonne à Juan de faire ce qu'il doit faire, avec fermeté.
Juan accompagne l'empereur aux Cours de Castille à Valladolid en 1542, puis au Cours d'Aragon à Monzón en juin 1542. Le prince Philippe est reconnu par les Cours d'Aragon et les fueros de Saragosse, de Barcelone et de Valence,.
En raison de ses longues absences d'Espagne, Charles Quint nomme le prince Philippe, à 16 ans, co-régent d'Espagne en mai 1543, en lui laissant deux instructions écrites : la première partie est à lire avec Juan de Zúñiga, l'autre partie est privée.
Juan de Zúñiga est nommé membre du Conseil d'État et du Conseil d'Ordres, deux importantes instances du Gouvernement, ainsi que Conseiller privé du prince Philippe pour toutes les affaires publiques.
À Valladolid, il participe à l'académie qui se réunit autour du conquistador Hernan Cortès. Le diplomate navarrais Pierre d'Albret liste dans ses Dialogues les participants de ce cercle intellectuel : on y retrouve également le nonce Giovanni Poggio, l’archevêque de Cagliari Domenico Pastorello, le prédicateur Domingo del Pico, le vice-roi de Navarre Juan de Vega, le marquis de Falcès Antonio de Peralta ou encore Francisco Cervantes de Salazar.
L'empereur décide le double mariage de sa fille Jeanne d'Autriche avec le prince Jean du Portugal, et du Prince Philippe avec sa cousine Marie-Manuelle, sœur du prince Jean. Juan de Zúñiga est choisi comme parrain au mariage du prince Philippe avec Marie-Manuelle du Portugal, célébré à Salamanque. Selon les traditions de Castille, après la messe de mariage, célébrée à minuit le 14 novembre 1543, Juan admoneste les princes à trois heures du matin, une fois le mariage consommé, pour qu'ils retournent se coucher dans leurs chambres respectives.
Juan de Zúñiga Avellaneda y Velasco meurt de la goutte le 27 juin 1546 à Madrid, à 58 ans. Francisco de los Cobos, secrétaire de l'empereur, par lettre du 3 juillet 1546, informe Charles Quint du décès de Juan de Zúñiga et écrit : "...c'est une grande perte, aussi bien pour le service de votre majesté que pour celui du prince. C'était un si bon compagnon et un si bon ami que je ressens fortement son absence".
Sa veuve Estefanía accueille Ignace de Loyola pendant ses séjours à Barcelone. Philippe II, lors d'une visite à Barcelone en 1548, demeure trois jours chez celle qu'il considère comme sa seconde mère. Elle meurt le 25 avril 1549.